# Жеребянки (Васильевский район)
Жеребянки (укр. Жереб'янки) — село,
Пятихатский сельский совет,
Васильевский район,
Запорожская область,
Украина.
Код КОАТУУ — 2320985803. Население по переписи 2001 года составляло 161 человек.

## Географическое положение
Село Жеребянки находится в 1-м км от левого берега реки Янчекрак,
на расстоянии в 1 км от села Пятихатки и в 1,5 км от села Луговое.
Через село проходит автомобильная дорога Т-0812.

## История
- 1894 — год основания.